# Sancang
Sancang is een bestuurslaag in het regentschap Garut van de provincie West-Java, Indonesië. Sancang telt 6480 inwoners (volkstelling 2010).